# 仙台漁業調整事務所
仙台漁業調整事務所（せんだいぎょぎょうちょうせいじむしょ）とは、東北地方の太平洋、青森県、岩手県、宮城県、福島県の地先海面を担任水域とする、水産庁の地方部局の一つである。
庁舎は、仙台市宮城野区五輪1-3-15 仙台第3合同庁舎

## 所掌事務
- 海洋生物資源の保存及び管理に関すること（漁業監督課及び資源管理推進官の所掌に属するものを除く）

- 大臣許可漁業（基地式捕鯨業、母船式捕鯨業及びかつお・まぐろ漁業を除く）の許可に関すること
- 太平洋広域漁業調整委員会に関すること（仙台漁業調整事務所の管轄区域のみに係るものに限り、漁業監督課及び資源管理推進官の所掌に属するものを除く）
- 内水面漁業の振興に関すること
- 漁業の取締りその他漁業調整に関すること（漁業監督指導官の所掌に属するものを除く）
- 外国人漁業の規制に関する法律の規定に基づく外国漁船の寄港の許可に関すること

## 沿革
- 1947年（昭和22年）10月1日 - 水産物の集出荷（魚介藻類）及び資材等の統制を図る目的で農林水産局仙台事務所を設置。
管轄区域：青森県・岩手県・秋田県・宮城県・山形県・福島県）
- 1948年（昭和23年）7月1日 - 水産庁設置法に基づき水産庁仙台駐在所と改称
管轄区域：青森県・岩手県・宮城県・福島県及び茨城県の地先海面
所掌事務：水産物需給調整及び漁業の許可に関する事務の一部を分掌
- 1950年（昭和25年）6月5日 - 統制撤廃と漁業法（昭和24年法律第267号）の施行にともない、水産庁仙台水産駐在所と改称
- 1952年（昭和27年）7月31日 - 水産庁仙台水産駐在所を廃止
- 1952年（昭和27年）8月1日 - 水産庁仙台漁業調整事務所を設置
管轄区域：青森県・岩手県・宮城県及び福島県の地先海面
所掌事務：漁業に関する指導・取締り、漁業調整及び水産資源の保護培養に関する事務の一部を分掌
- 1963年（昭和38年）1月20日 - 農林省設置法一部改正により、水産庁設置法は農林省設置法に統合
- 1978年（昭和53年）7月5日 - 農林省設置法一部改正により、同法を農林水産省設置法と改称
- 1985年（昭和60年）4月7日 - 内部組織変更、漁業監督指導官（1名）設置
- 1986年（昭和61年）4月8日 - 内部組織変更、漁業監督指導官（1名）増員
- 1997年（平成9年）10月1日 - 内部組織変更（漁船検査官、漁業取締係、資源管理係を設置）
- 1997年（平成9年）12月1日 - 漁業取締船1隻が配備
- 1998年（平成10年）4月1日 - 内部組織変更、総務係（1名）定員削減、漁業取締船1隻が増隻配備、2隻体制
- 1998年（平成10年）10月1日 - 内部組織変更、漁業監督指導官（1名）漁業取締係（1名）増員
- 1999年（平成11年）1月1日 - 内部組織変更、漁業監督課を設置
- 1999年（平成11年）4月1日 - 内部組織変更、漁業取締係（1名）増員
- 1999年（平成11年）10月1日 - 内部組織変更、漁業監督指導官（1名）増員
- 2002年 （平成14年）4月1日 - 内部組織変更、資源管理計画官設置
- 2005年（平成17年）10月1日 - 内部組織変更、資源課及び許可係並びに外国漁船対策係を設置。漁業監督指導官（1名）増員
- 2006年（平成18年）10月1日 - 内部組織変更、漁業監督指導官（1名）増員
- 2007年（平成19年）10月1日 - 内部組織変更、漁業監督指導官（1名）増員

## 組織
| 仙台漁業調整事務所長 | 総務係         | 総務係     |
| 仙台漁業調整事務所長 | 資源課         | 許可係     |
| 仙台漁業調整事務所長 | 漁業監督課     | 漁業取締係 |
| 仙台漁業調整事務所長 | 漁業監督指導官 |            |
| 仙台漁業調整事務所長 | 資源管理推進官 |            |
| 仙台漁業調整事務所長 | 捜査専門職     |            |
| 仙台漁業調整事務所長 | 漁業監督専門職 |            |

## 取締船舶
|          | 全長   | 総トン数 | 竣工     |
| -------- | ------ | -------- | -------- |
| 北斗     | 64.87m | 499t     | 平成24年 |
| いせはま | 64.59m | 499t     | 平成16年 |